# Ping Ping (musical)
Ping Ping is een Nederlandse musical die bedacht en geschreven werd door Annie M.G. Schmidt en Harry Bannink. Ping Ping was de laatste musical die de twee zouden schrijven.

## Verhaal
De engelen in de hemel worden moe van al dat gezeur van de mensen. Iedereen vraagt maar om een ding: "Geld!"
Maar dan horen ze opeens een heel bijzonder gebed! Het gebed van de miljonair Hein (Leen Jongewaard). Hij wil van zijn geld af!
De engelen Michel (Hans van der Woude) en Uriël (Ferd Hugas) worden naar de aarde gestuurd om te kijken of Hein het echt meent.
Het gedoe rond het geld is niet goed voor zijn huwelijk. Zijn vrouw Hannah (Gerrie van der Klei) wil namelijk het geld houden en er dure dingen van kopen zoals kunst, kleren en een jacht. Maar de ietwat socialistische Hein vindt het oneerlijk om al dat geld aan zulke nutteloze dingen uit te geven. Er ontstaat bonje tussen de twee en ze gaan allebei bijna vreemd. Hein met de huishoudster (Tanneke Hartzuiker) en Hannah met de Engel Michel!
Wanneer Hannah vertrokken is en het blijkt dat de huishoudster alleen uit is op Heins geld veranderd hij langzamerhand in een kluizenaar.
Maar wanneer het ook niet goed werkt tussen Hannah en haar nieuwe vlam, komt ze bij hem terug om te kijken of alles wel goed met hem gaat. Hein besluit al zijn geld aan haar te geven zodat ze allebei gelukkig kunnen zijn. Net op tijd ook, want Heins tijd op de aarde is om.
Michel en Uriël nemen hem mee naar de hemel.
Maar nu dat Hannah alleen is, is ook zij ongelukkig.

## Rolverdeling
- Hein en Heins moeder: Leen Jongewaard (tot februari 1985)
- Hein en Heins vader: Joop Doderer (vanaf februari 1985)
- Hannah en Hannahs oma: Gerrie van der Klei
- Michel: Hans van der Woude
- Uriël: Ferd Hugas
- Quinte (de butler): Jan Willem Ruyter
- Letje (de huishoudster): Tanneke Hartzuiker

## Notities
- Leen Jongewaard was ten tijde van de musical depressief en het nummer “Te Lelijk en te Oud” werd eruit geschreven. Dit werd hem namelijk te veel.
- De rol van Hein en zijn moeder is een dubbelrol, maar toen Joop Doderer wegens omstandigheden de rol tijdelijk van Leen Jongewaard moest overnemen, wilde hij geen vrouw spelen. Dus werd de rol van de moeder van Hein veranderd in de vader van Hein.

## Musicalnummers
- Het Gebed (Michel, Uriël, Hannahs oma, ensemble)
- Ik wil van je af (Hein, Hannah)
- Zolang het nog kan (Michel, ensemble)
- Santa Claudia (Hein, Hannah, Michel, ensemble)
- Een Heilig Doel (Hein, Hannah, Letje, Quinte, Uriël, ensemble)
- Dankzij de bank (Michel, Uriël, ensemble)
- Daar valt niet mee te leven (Hannah)
- Ping Ping (Michel, Uriël, ensemble)
- Nog even op aarde (Michel, Uriël, ensemble)
- Privacy (Hein, Letje)
- Mag niet (Hannah, Michel, Uriël, ensemble)
- Te Lelijk en te Oud (Hein)
- Eén enkele keer (Michel)
- Morgen (Hannah, Michel)
- Roulette (Hannah, Michel, Uriël, Letje, ensemble)
- Alles ging mis (Hein)
- Finale (Ensemble)